# Раутбарт Володимир Йосипович
Володимир Йосипович Раутбарт (3 квітня 1929, Миколаїв — 26 липня 1969, Москва) — радянський режисер, актор, театральний педагог, заслужений артист РРФСР (1958).

## Життєпис
Почав працювати в Омському драматичному театрі, де здобув чималу популярність у місцевої публіки. В 30 років переїхав до Москви, де працював в Московському драматичному театрі імені Пушкіна, Московському театрі сатири, театрі імені Гоголя, керував літературним театром СОТ. Пізніше, став працювати в «Москонцерті».
Безперервно займався пошуком свого сценічного образу, проводив театральні сценічні експерименти, ставив експериментальні спектаклі, вів викладацьку роботу в «ГІТІСі», виступав з літературними програмами, запрошував взяти участь в цих вечорах студентів ГІТІСу.
Зіграв кілька ролей в кіно, в тому числі роль професора в «Операції „И“».
Дружина: Емма Моісеївна — актриса, педагог, організатор клубу вчителів Москви. Діти — Олександр та Олена.

## Творчість

### Ролі в театрі
- 1968 — Доля грає людиною (телеспектакль) — Микола Семиженов, начальник аеропорту

### Ролі в кіно
- 1962: Як народжуються тости — п'яний співробітник
- 1962:  Сім няньок — смішний диригент
- 1963:  Їм підкоряється небо — заїкається
- 1963:  Короткі історії — пан Ковальський
- 1964:  Зелений вогник — грузинський учений
- 1964:  Гранатовий браслет — Альберто Прастерді, ілюзіоніст
- 1965: Операція «И» та інші пригоди Шурика — професор

### Мультфільми
- 1969: Крокодил Гена — Стара Шапокляк (озвучування)